# Oier Olazábal
Oier Olazábal Paredes (Irún, 14 de setembro de 1989) é um futebolista espanhol que atua como goleiro. Atualmente está no Andorra.

## Carreira
Oier Olazábal, que chegou ao Barcelona pelo Real Unión, foi anunciado como um dos melhores goleiros de sua geração. Ele correspondeu às expectativas. No verão de 2007, tornou-se o goleiro titular do Barça, onde ele e seus colegas conquistaram a promoção da Terceira Divisão para a Segunda Divisão B, comandados por Pep Guardiola e, depois, Luis Enrique.
Depois de três temporadas na Segunda Divisão com o Barça B, sob a tutela de Luis Enrique e Eusebio Sacristán, ele se tornou uma peça crucial no time. O goleiro basco foi promovido ao elenco principal no verão de 2013.
Transferiu-se ao Granada em julho de 2014 sem operação financeira, porém o Barcelona o receberá na próxima transferência do jogador.

## Títulos
Barcelona
- Supercopa da Espanha: 2010, 2013
- La Liga: 2008-09, 2010-11